# Zyginama bifida
Zyginama bifida är en insektsart som beskrevs av Dietrich och Dmitry A. Dmitriev 2008. Zyginama bifida ingår i släktet Zyginama och familjen dvärgstritar. Inga underarter finns listade i Catalogue of Life.